# فرودگاه پام شهرستان بیچ پارک
 فرودگاه پام بیچ کانتی پارک (به انگلیسی: Palm Beach County Park Airport) یک فرودگاه است . این فرودگاه در کشور ایالات متحده آمریکا قرار دارد .